# Radiologický asistent
Radiologický asistent je zdravotník (nelékařský zdravotnický pracovník). Pracuje na klinikách, odděleních nebo ambulantních pracovištích radiologie, radioterapie a nukleární medicíny. V současnosti je v České republice v Registru zdravotnických pracovníků způsobilých k výkonu zdravotnického povolání bez odborného dohledu registrováno téměř 3 700 radiologických asistentů (nejpočetnějším oborem je Všeobecná sestra – přes 107 tis. registrovaných pracovníků).

## Všeobecný popis činnosti
Radiologický asistent bývá označován také jako radiologický nebo rentgenový laborant. Je to nelékařský zdravotnický pracovník. Uplatní se v oborech radiodiagnostiky, radioterapie a nukleární medicíny.
V radiodiagnostice zajišťuje vlastní diagnostické vyšetření a získání obrazové dokumentace z něj. Technicky zajišťuje vyšetření a manipulaci s přístroji. Při náročnějších intervenčních výkonech asistuje lékaři – radiologovi.
V radioterapii je zodpovědný především za precizní provedení ozáření požadované oblasti. Obsluhuje ozařovací přístroje. Podílí se na plánování radioterapie, při intervenčních výkonech asistuje lékaři – radiačnímu onkologovi.

## Odborná definice činnosti dle zákona
Za výkon povolání radiologického asistenta se považuje zejména provádění radiologických zobrazovacích i kvantitativních postupů, léčebné aplikace ionizujícího záření a specifické ošetřovatelské péče poskytované v souvislosti s radiologickými výkony. Radiologický asistent provádí činnosti související s radiační ochranou a ve spolupráci s lékařem se podílí na diagnostické a léčebné péči.

### Radiodiagnostika
- Zhotovuje skiagrafické a skiaskopické RTG snímky
- Provádí vyšetření výpočetní tomografií – CT
- Provádí vyšetření magnetickou rezonancí – MR
- Provádí vyšetření kostní denzitometrie
- Provádí skiaskopicko-skiagrafická vyšetření na operačních sálech
- Asistuje na pracovišti digitální subtrakční angiografie – DSA
- Provádí vyšetření mamografie

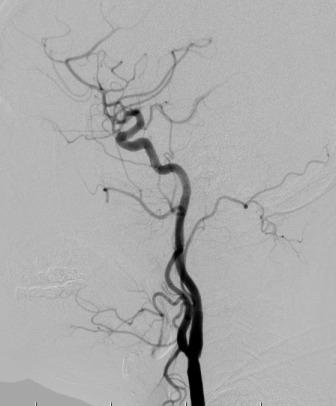
DSA snímek - Angiogram arteria carotis interna
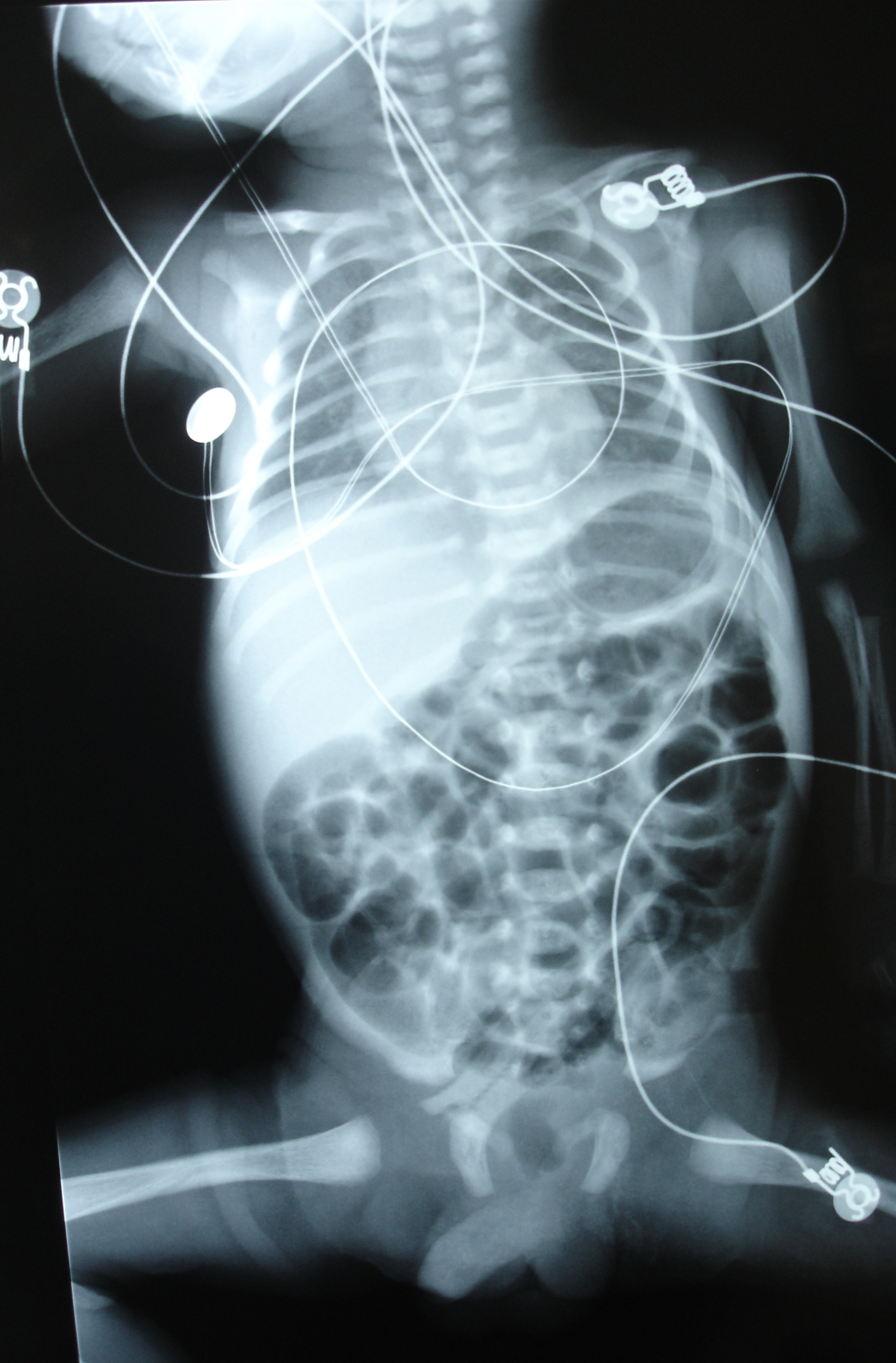
Skiagrafický snímek
MR snímek
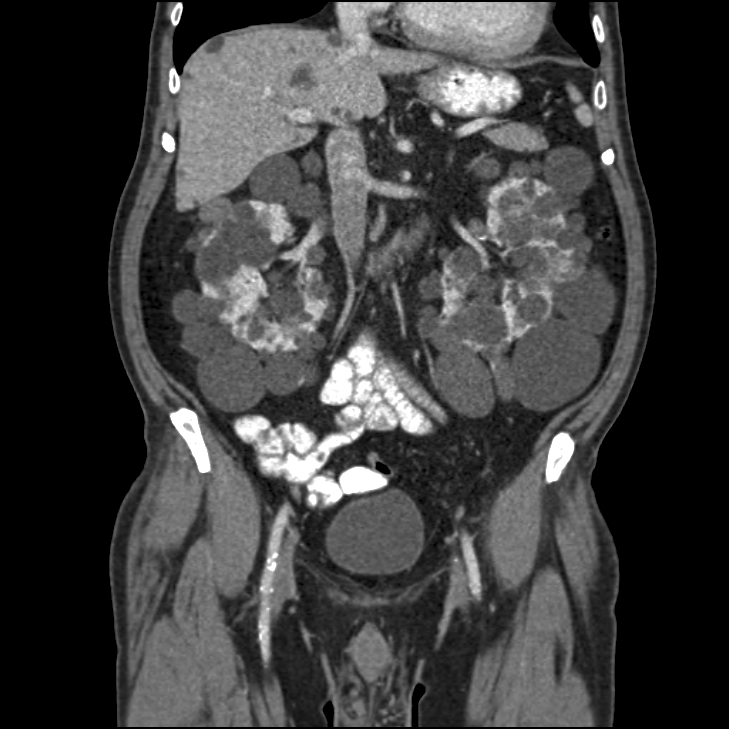
CT snímek
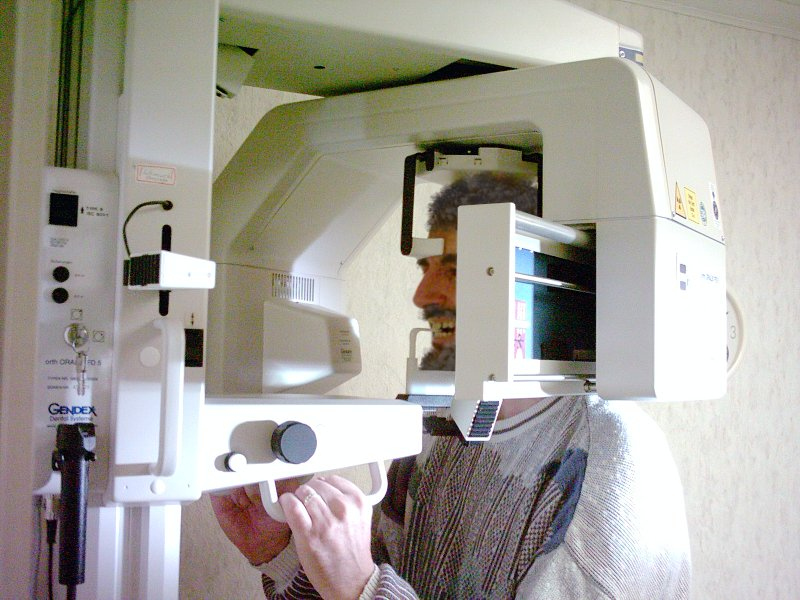
Ortopantomograf - OPG
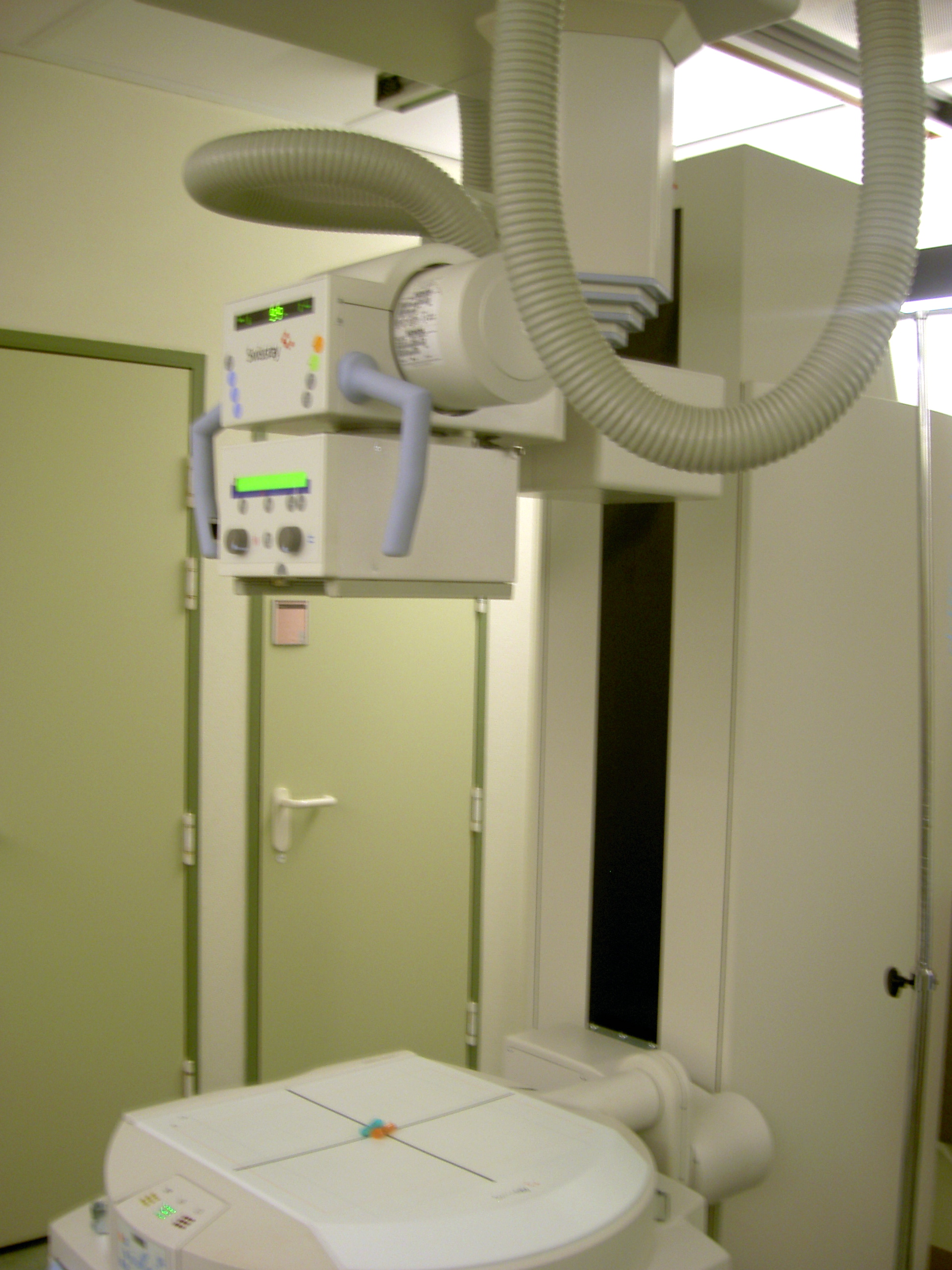
Skiagrafický přístroj
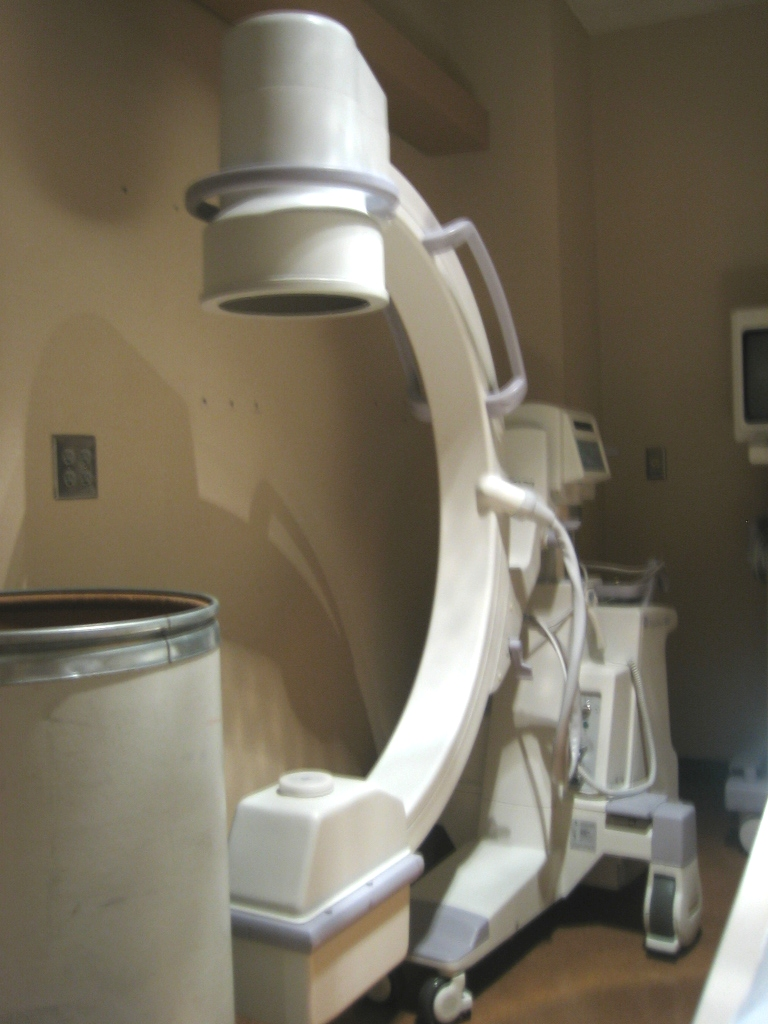
Pojízdný skiaskopicko-skiagrafický přístroj (C-rameno)
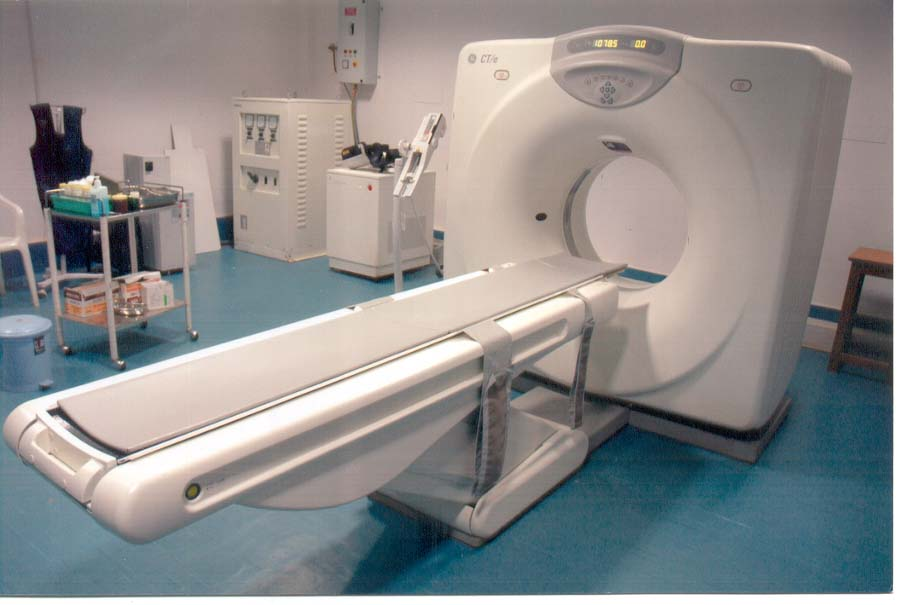
CT přístroj

### Radioterapie
- Provádí plánovací CT vyšetření na CT simulátoru (=simulace)
- Podílí se na plánování radioterapie s radiologickým fyzikem a radiačním onkologem
- Zaměřuje isocentrum na CT simulátoru a zakresluje ozařovací značky na tělo pacienta (=resimulace)
- Ukládá pacienta do ozařovací polohy
- Obsluhuje ozařovací přístroje a provádí na nich ozařování v podobě:
  - teleterapie (teleradioterapie) jako
    - megavoltážní radioterapii na lineárním urychlovači (prostřednictvím brzdného záření nebo elektronů) nebo na radionuklidových ozařovačích (gamazářič 137cesium, 60kobalt)
    - ortovoltážní radioterapii na rentgenovém ozařovači (brzdné záření)

  - brachyterapie (brachyradioterapie) na brachyterapeutickém ozařovači (gamazářič 192iridium),
- Zhotovuje verifikační snímky pro ověření ozařovací polohy
- Zodpovídá za precizní provedení ozáření dle ozařovacího protokolu, vede ozařovací dokumentaci a sleduje plnění ozařovacího plánu

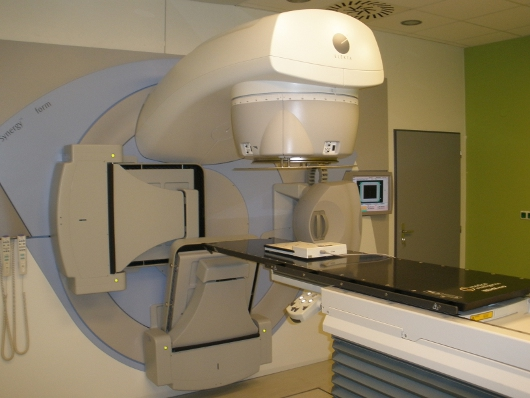
Lineární urychlovač
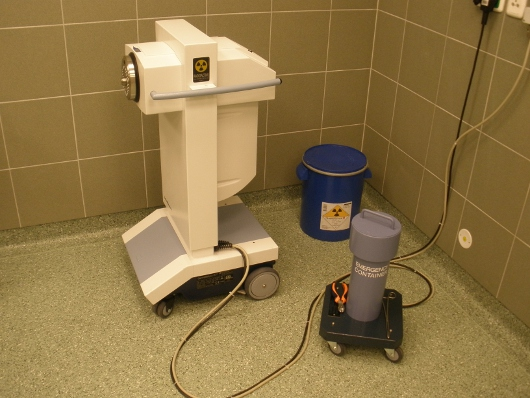
Brachyterapeutický ozařovač - afterloader s pohotovostním kontejnerem
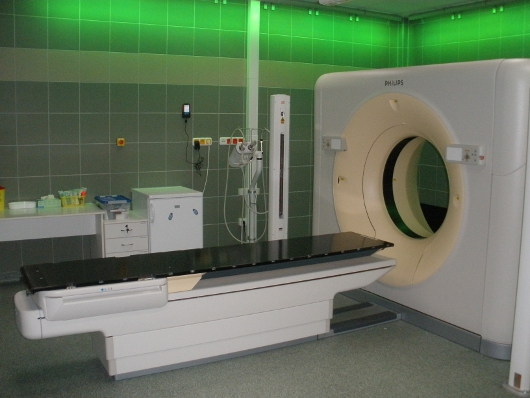
CT simulátor
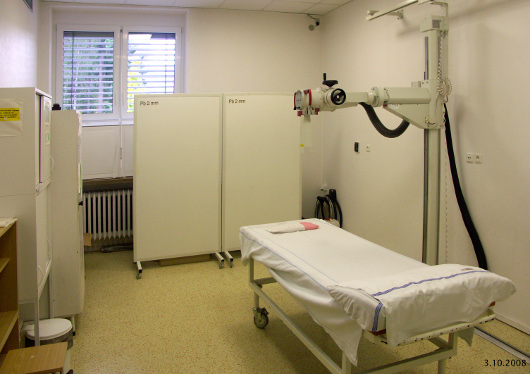
Ortovoltážní RTG ozařovač
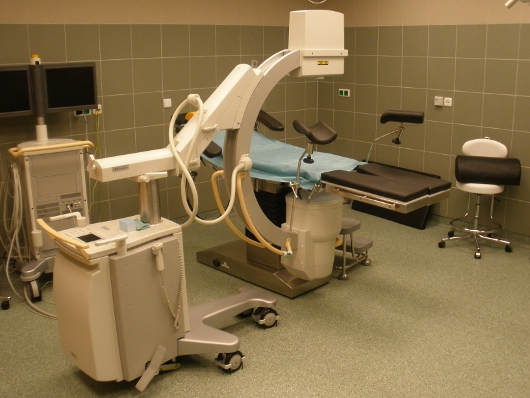
RTG C-rameno na brachyterapii
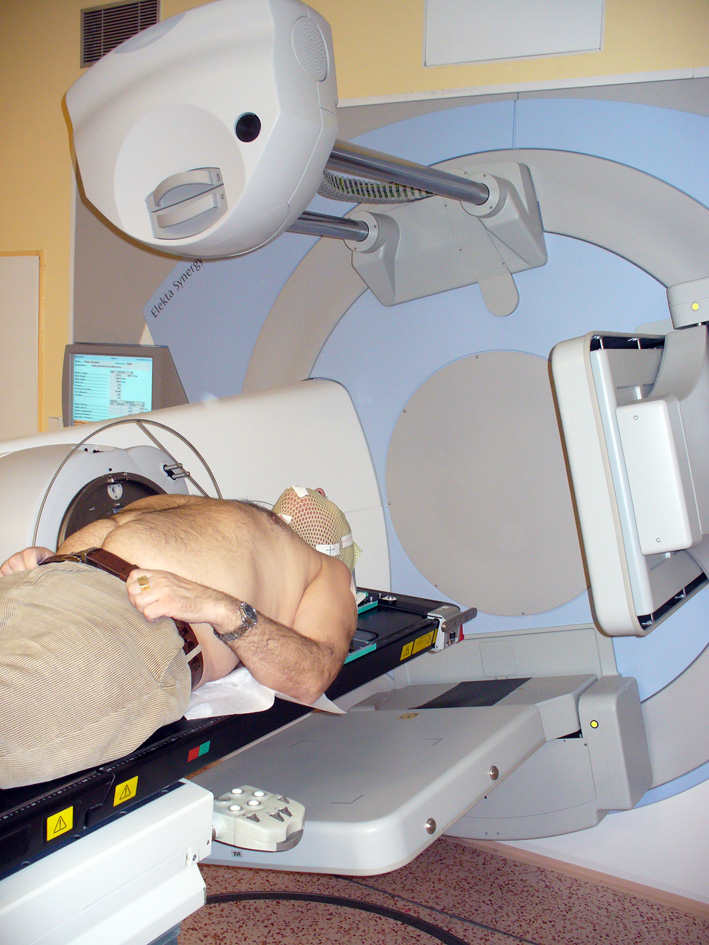
Uložení pacineta při ozařování oblasti hlava-krk
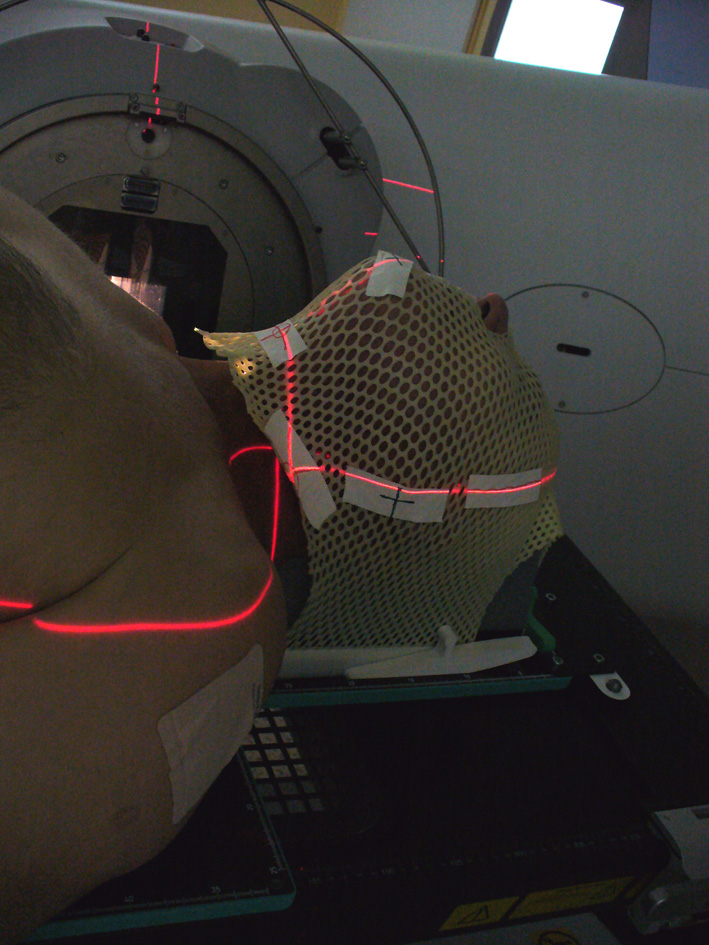
Nastavení pacienta podle ozařovacích značek

### Nukleární medicína
- Provádí zobrazování pozitronovou emisní tomografií - PET
- Provádí zobrazování SPECT – single photon emision computed tomography
- Provádí zobrazování hybridními přístroji např. PET/CT, PET/MR
- Provádí terapeutické výkony za použití otevřených betazářičů

## Odborná způsobilost k výkonu povolání
O odborné způsobilosti k výkonu práce radiologického asistenta se vyjadřuje zákon č.96/2004 Sb. O nelékařských zdravotnických povoláních. Ten uvádí, že: "Odborná způsobilost k výkonu povolání radiologického asistenta se získává absolvováním akreditovaného zdravotnického bakalářského studijního oboru pro přípravu radiologických asistentů nebo tříletého studia v oboru diplomovaný radiologický asistent na vyšších zdravotnických školách, pokud bylo studium prvního ročníku zahájeno nejpozději ve školním roce 2004/2005, nebo střední zdravotnické školy v oboru radiologický laborant, pokud bylo studium prvního ročníku zahájeno nejpozději ve školním roce 1996/1997.

## Náplň práce radiologického asistenta
Katalog prací 222/2010 Sb. O katalogu prací ve veřejných službách a správě uvádí práce v třídách:
8. platová třída
- Provádění radiologických zobrazovacích postupů při lékařském ozáření, provádění statických zobrazovacích postupů v nukleární medicíně a provádění léčebných ozařovacích technik pod odborným dohledem. Poskytování specifické ošetřovatelské péče poskytované v souvislosti s aplikací lékařského ozáření pod odborným dohledem.

9. platová třída
- Provádění základních zobrazovacích a terapeutických výkonů v radiodiagnostice, radiační onkologii a nukleární medicíně bez odborného dohledu, poskytování specifické ošetřovatelské péče bez odborného dohledu.
- Hodnocení a korigování projekčních a expozičních odchylek rentgenogramů, zpracovávání potřebné obrazové dokumentace, asistence při skiaskopicko-skiagrafických vyšetřeních.
- Provádění specializovaných zobrazovacích a terapeutických výkonů v radiodiagnostice, radiační onkologii a nukleární medicíně pod odborným dohledem.

10. platová třída
- Provádění specializovaných zobrazovacích a terapeutických výkonů v radiodiagnostice, radiační onkologii a nukleární medicíně bez odborného dohledu.
- Provádění specializovaných činností na lineárních urychlovačích a asistence při intervenčních výkonech brachyterapie.
- Provádění jednofotonové emisní výpočetní tomografie, pozitronové emisní tomografie, navrhování pracovních parametrů přístrojů a provádění zaměření vyšetření a provádění lokalizace cílového objemu.

11. platová třída
- Provádění nejnáročnějších specializovaných diagnostických a terapeutických výkonů v radiodiagnostice, radiační onkologii a nukleární medicíně bez odborného dohledu na základě specializované nebo zvláštní odborné způsobilosti, například zobrazovacích postupů v rámci intervenčních radiologických a kardiologických výkonů, navigační, perioperační a spektroskopické magnetické rezonance, vyšetření srdce magnetickou rezonancí nebo počítačovou tomografií, screeningové diagnostické mamografie v akreditovaných centrech, radiologických zobrazovacích postupů pro plánování a ověřování léčby, plánování léčby, provádění zobrazovacích postupů pomocí hybridních diagnostických technologií v nukleární medicíně.
- Vykonávání soustavného dohledu nad dodržováním požadavků radiační ochrany jako dohlížející osoba nebo jako osoba s přímou odpovědností za radiační ochranu na radiologických pracovištích. Metodické usměrňování oboru. Zajišťování a provádění celoživotního vzdělávání zdravotnických pracovníků včetně specializačního vzdělávání v oboru příslušné specializace. Aplikace výsledků výzkumu a vývoje do klinické praxe na vlastním pracovišti i v rámci oboru.